# Мост-руина (Гатчина)
Мост-руина — несохранившийся арочный пешеходный мост через реку Колпанку между парками Сильвия и Зверинец Гатчинского музея-заповедника (Гатчина, Ленинградская область). Мост соединял дорогу от Каскадских ворот (со стороны парка Сильвия) с дорогой Цагове (со стороны Зверинца), составляющие одну прямую линию.
При создании в конце XVIII в. парка Сильвия, по проекту архитектора Н. А. Львова был построен мост, составивший единый ансамбль вместе с расположенным рядом руинным пейзажем Наумахии. Строительство Каскада и моста было завершено в 1799 году. Мост, построенный как искусственная руина, был выполнен из кирпича и облицован туфом. Имел деревянные перила, находившиеся между каменными столбами. Рядом с Мостом-руиной была расположена плотина «Каскад со шлюзом», из-за чего, нередко, Мост-руину именуют «Каскадным (Каскадским) мостом». 
Впоследствии мост был разрушен. 
К настоящему времени на месте его нахождения мелкие обломки туфа в реке Колпанке трудно различимы — практически все останки занесены грунтом. Восстановление Моста-руины в настоящее время все ещё не планируется.